# Alexander Michailowitsch Gusjatnikow

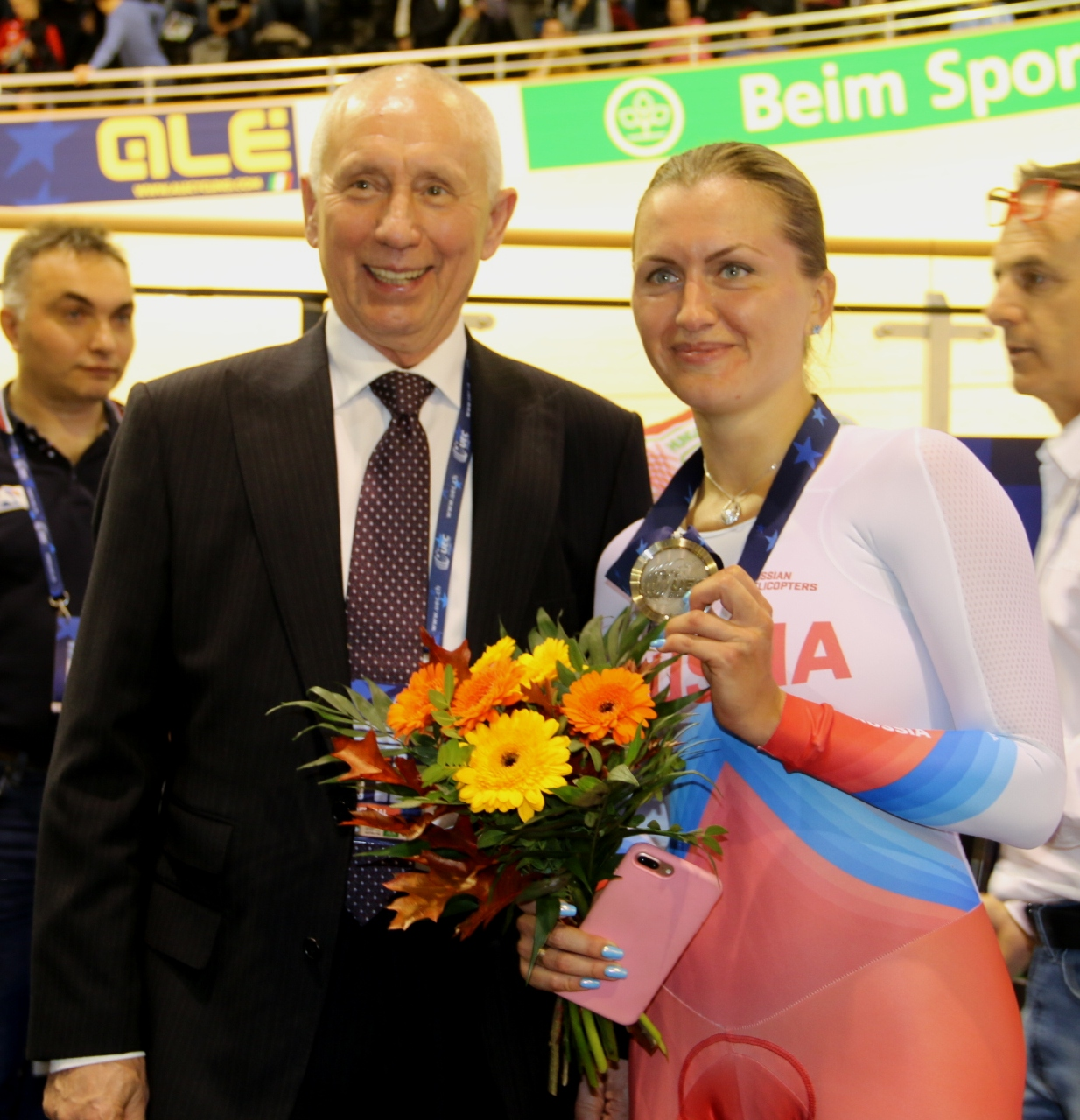
Gusjatnikow bei den UEC-Bahn-Europameisterschaften 2017 in Berlin mit Jewgenija Augustinas

Alexander Michailowitsch Gusjatnikow (russisch Александр Михайлович Гусятников; * 5. Oktober 1950 in Tschkalow) ist der ehemalige Präsident des russischen Radsportverbandes und jetziger Vizepräsident der Union Cycliste Internationale (UEC). Bis 1981 war er als Radrennfahrer aktiv.

## Sportliche Laufbahn
1970 gewann Alexander Gusjatnikow das irische Etappenrennen An Post Rás. In den folgenden Jahren siegte er mehrfach bei Etappen verschiedener Rundfahrten, 1975 entschied er die Tour de Bretagne Cycliste für sich. 1977 wurde er sowjetischer Meister im Straßenrennen.
Gusjatnikow war Kapitän der sowjetischen Mannschaft bei der Internationalen Friedensfahrt (1970 bis 1973 und 1975 bis 1978). Er belegte mehrfach vordere Plätze, fuhr jedoch nie einen Sieg ein. Sein bestes Ergebnis in der Gesamteinzelwertung war der 5. Platz 1972, auch 1975 wurde er auf dem 5. Rang klassiert. 1975 wurde er Zweiter in der Bulgarien-Rundfahrt sowie im Grand Prix Guillaume Tell hinter Jørgen Marcussen und gewann eine Etappe des Rennens. 1979 holte er in der Bulgarien-Rundfahrt einen Etappensieg. 
Er wurde als Sportmeister der Sowjetunion ausgezeichnet.

## Berufliches
Von 1985 bis 1988 trainierte Gusjatnikow die Radsportnationalmannschaft der UdSSR, anschließend war er Sportdirektor verschiedener Radsportteams und betreute Radsportler wie Jewgeni Bersin, Dmitri Konyschew und Pawel Tonkow.
Von 2000 bis 2010 war Gusjatnikow Präsident des russischen Radsportverbandes, anschließend sein Vizepräsident. Er war zudem Vizepräsident des europäischen Radsportverbandes Union Européenne de Cyclisme (UEC).

## Erfolge
1970
- Gesamtwertung und vier Etappen An Post Rás

1971
- eine Etappe Grand Prix Guillaume Tell

1972
- eine Etappe Tour du Limousin
- eine Etappe Tour d’Algérie
- eine Etappe Grand Prix Guillaume Tell

1973
- eine Etappe Tour d’Algérie

1974
- eine Etappe Marokko-Rundfahrt

1975
- Gesamtwertung und eine Etappe Tour de Bretagne Cycliste
- Prolog und eine Etappe Grand Prix Guillaume Tell
- drei Etappen Circuit de Saône-et-Loire
- eine Etappe Bulgarien-Rundfahrt
- Sowjetischer Meister – Mannschaftszeitfahren (mit Nikolai Gorelew, Nikolai Sitnik und Ildar Gubeiduline)

1976
- Gesamtwertung Circuit de Saône-et-Loire

1977
- Gesamtwertung Jugoslawien-Rundfahrt
- Mannschaftszeitfahren Kuba-Rundfahrt
- Sowjetischer Meister – Straßenrennen